# Axl Peleman
Axl Peleman (Antwerpen, 1 februari 1971) is een Vlaams rockgitarist en bassist die aanvankelijk bekend werd als lid van de bands Ashbury Faith, Camden, Angelico en The Paranoiacs. Later werd hij als gast in diverse praatprogramma's op televisie ook bekender bij het grote publiek. Zo was hij  vaste gast in de praatprogramma's Aan Tafel en Zomer 2007, en was hij ploegleider in de quiz De tabel van Mendelejev.

## Carrière
In 1990 richtte Peleman samen met twee schoolvrienden de groep Ashbury Faith op. In een tijdspanne van acht jaar maakten ze drie albums. In 1998 besloot hij om te stoppen met dit project waarna hij nog meespeelde in andere groepjes, waaronder The Paranoiacs.
In 1999 kwam Peleman met een nieuw initiatief, de nu nog altijd actieve rockgroep Camden. In 2001 brachten ze hun eerste full-CD uit, Miscellaneous. Camden bracht drie albums uit. In 2001 startte Axl samen met Luc De Vos en de overige leden van Ashbury Faith het gelegenheidsproject Automatic Buffalo. Peleman speelde ook basgitaar bij De Kreuners.
In 2007 schreef hij zijn eerste album in zijn moedertaal, het Antwerps, getiteld Dagget Wet (gouden plaat). In 2009 volgde In’t Gezicht.
Op 29 maart 2011 kwam Volksliekes uit, een zijsprong in het Antwerps: een boek met cd met bijna vergeten Antwerpse volksliedjes met illustraties van Fred Bervoets.
In 2012 is Peleman het gezicht voor de campagne van Broederlijk Delen. Die campagne komt op voor de mensenrechten in Zuid-Amerika en gaat in tegen ongeoorloofde mijnbouw.

## Privé
Peleman is getrouwd en heeft een zoon.

## Discografie

### Albums
| Album met hitnotering(en) in de Vlaamse Ultratop 200 albums | Datum van verschijnen | Datum van binnenkomst | Hoogste positie | Aantal weken | Opmerkingen |
| ----------------------------------------------------------- | --------------------- | --------------------- | --------------- | ------------ | ----------- |
| Dagget wet                                                  | 12-02-2007            | 17-02-2007            | 20              | 30           |             |
| In 't gezicht                                               | 09-02-2009            | 14-02-2009            | 18              | 14           |             |
| Volksliekes                                                 | 25-03-2011            | 14-05-2011            | 58              | 6            |             |
| Volksliekes Nr. 2                                           | 29-03-2013            | 18-05-2013            | 104             | 3            |             |

### Singles
| Single met hitnotering(en) in de Vlaamse Ultratop 50 | Datum van verschijnen | Datum van binnenkomst | Hoogste positie | Aantal weken | Opmerkingen |
| ---------------------------------------------------- | --------------------- | --------------------- | --------------- | ------------ | ----------- |
| Gazetten                                             | 2013                  | 01-06-2013            | tip34           |              |             |
| Rood is de liefde                                    | 2013                  | 17-08-2013            | tip53           |              |             |